# Lúky na Holej hore
Lúky na Holej hore este o arie protejată (arie specială de conservare — SAC, sit de importanță comunitară — SCI) din Slovacia întinsă pe o suprafață de 32,13 ha, integral pe uscat.

## Localizare
Centrul sitului Lúky na Holej hore este situat la coordonatele 48°43′25″N 20°02′05″E / 48.723536°N 20.034639°E.

## Înființare
Situl Lúky na Holej hore a fost declarat sit de importanță comunitară în decembrie 2021.

## Biodiversitate
Situată în ecoregiunea alpină, aria protejată conține 1 habitat natural: Fânețe de joasă altitudine (Alopecurus pratensis, Sanguisorba officinalis).
La baza desemnării sitului se află un număr nedeclarat de specii protejate.